# Philodromus xinjiangensis
Philodromus xinjiangensis là một loài nhện trong họ Philodromidae.
Loài này thuộc chi Philodromus. Philodromus xinjiangensis được Guo Tang & Da-xiang Song miêu tả năm 1987.